# Eeva Tikka
Eeva Tikka (née le 31 juillet 1939 à Ristiina) est un écrivain finlandais.

## Biographie
Elle étudie à l'université d'Helsinki la botanique et obtient un master of arts. Elle y enseigne la biologie et la géographie de 1968 à 1982. 
Eeva Tikka écrit ses premiers poèmes à l'âge de 13 ans. À cette époque, elle ne rêve pas de devenir écrivain. Elle abandonne l'enseignement après la parution de son cinquième roman.
Elle écrit des romans, nouvelles, contes et poèmes. Dans ses romans, elle aime décrire les relations humaines et la nature.
En 2010, Eeva Tikka reçoit la Médaille Pro Finlandia.
Elle habite à Pyhäselkä en Carélie du nord.

## Œuvres
- Kuin vaahteranlehtiä iholla (1973, roman)
- Tunturisusi (1975, roman)
- Punainen härkä (1977, roman)
- Hiljainen kesä (1979, roman)
- Jyrkänparras (1981, roman)
- Annu (1983, roman)
- Satuja (1984, contes)
- Alumiinikihlat (1984, nouvelles)
- Aurinkoratsastus (1986, roman)
- Virranhaltijan salaisuus ja muita satuja (1987)
- Kalliomaalaus (1987, poèmes)
- Palavat kuvat (1988, roman)
- Yön lintu ja Siivetön (1989, contes)
- Lukittu kaivo (1989, poèmes)
- Kuningaskalastaja (1990, nouvelles)
- Enkeli astuu virtaan (1991, poèmes)
- Pythonin yö (1992, nouvelles)
- Pojan paluu (1993, roman)
- Rauhaan on vielä matkaa (1994, poèmes)
- Majatalo Pimeä Kuu (1994, contes)
- Tulen jano (1995, nouvelles)
- Kahdesti kastettu (1997, nouvelles)
- Hiekkamorsian (1998, scénario)
- Lohikäärmekylpy (2000, roman)
- Haapaperhonen (2002, nouvelles)
- Odotus ja ilo (2003, poèmes)
- Mykkä lintu (2004, roman)
- Hidas intohimo (2007, nouvelles)

## Prix littéraires
- Prix Kaarle, 1976, 1980 et 1987
- Prix national de littérature, 1980, 1985, 1987 ja 1990
- Médaille Kiitos kirjasta, 1980
- Médaille Anni Swan,  1988
- Prix Arvid Lydecken, 1990
- Prix Pekkas, 1996
- Médaille Pro Finlandia, 2010
- Nommée pour le Prix Finlandia, en 1986 pour (Aurinkoratsastus) et en 2000 pour (Lohikäärmekylpy)